# Tercera guerra civil de la República romana
La tercera guerra civil de la República romana fue un conflicto militar interno de la República romana, que enfrentó a los partidarios de Julio César, dirigidos por su hijo adoptivo César Octavio y su lugarteniente Marco Antonio (quienes junto a Marco Emilio Lépido formaban el Segundo Triunvirato que gobernaba la República), contra las fuerzas de los asesinos de César, comandadas por Marco Junio Bruto y Cayo Casio Longino. El conflicto se produjo entre los años 43 y 42 a. C.

## Causas
El dictador romano Julio César fue asesinado en el idus de marzo del año 44 a. C., en una conspiración dirigida por algunos de sus más cercanos colaboradores, como Marco Junio Bruto, pretor de Roma o Cayo Casio Longino. Pero debido al descontento de la plebe con el asesinato de César, Bruto y Casio se vieron obligados a huir a Asia donde se hicieron con el control de las provincias orientales (desde Macedonia hasta Siria), mientras, en Roma, los partidarios y herederos de César se hicieron con el gobierno en un triunvirato que gobernaba la República, aunque Octavio y Antonio mantenían una constante tensión entre ellos, tenían también un objetivo común, acabar con los asesinos de César.
Los triunviros decidieron dejar a Lépido en Roma mientras Octavio y Marco Antonio partían hacia el este a enfrentarse a las fuerzas de Bruto y Casio. Octavio y Antonio llegaron al norte de Grecia con hasta 28 legiones. Octavio y Antonio enviaron ocho legiones al mando de Gayo Norbano Flaco y Lucio Decidio Saxa hacia Macedonia como avanzadilla, Cayo Trebonio y Saxa ocuparon las cercanías de Filipos donde se hicieron fuertes, pero debido a una ofensiva de Bruto y Casio, se tuvieron que retirar hacia Anfípolis hasta que llegaron las tropas triunviras dirigidas por Marco Antonio (Octavio se tuvo que quedar en Dirraquio debido a su mala salud).

## Fuerzas en batalla
Los triunviros llevaron 18 legiones hasta el campo de batalla, que incluían las legiones VI, VII, VIII, X, Equestris, XII o III. Octavio aportó 13 000 jinetes y Antonio 20 000.
Los asesinos de César tenían bajo su mando 17 legiones (8 bajo el mando de Bruto, 9 bajo el mando de Casio y dos en la reserva), las fuerzas de los conjurados fueron reforzadas con las tropas de sus aliados locales. El historiador Apiano menciona que disponían de un total de 80 000 hombres de a pie a los que había que añadir 17 000 jinetes.